# Morelos Open 2025
Il Morelos Open 2025 è stato un torneo maschile di tennis professionistico. È stata l'11ª edizione del torneo, facente parte della categoria Challenger 75 nell'ambito dell'ATP Challenger Tour 2025, con un montepremi di 100 000 $. Si è giocato dal 31 marzo al 6 aprile 2025 sui campi in cemento del Racquet Club Cuernavaca di Cuernavaca, in Messico.

## Partecipanti

### Teste di serie
| Nazionalità | Giocatore              | Ranking* | Testa di serie |
| ----------- | ---------------------- | -------- | -------------- |
| Argentina   | Thiago Agustín Tirante | 117      | 1              |
| Canada      | Alexis Galarneau       | 159      | 2              |
| Argentina   | Juan Pablo Ficovich    | 162      | 3              |
| Svizzera    | Marc-Andrea Hüsler     | 172      | 4              |
| Brasile     | Felipe Meligeni Alves  | 176      | 5              |
| Colombia    | Nicolás Mejía          | 190      | 6              |
| Austria     | Jurij Rodionov         | 197      | 7              |
| Francia     | Hugo Grenier           | 204      | 8              |

* Ranking al 17 marzo 2025.

### Altri partecipanti
I seguenti giocatori hanno ricevuto una wild card per il tabellone principale:
- Rodrigo Alujas
- Roberto Cid Subervi
- Alex Hernández

Il seguente giocatore è entrato in tabellone con il ranking protetto:
- Maximilian Neuchrist

Il seguente giocatore è entrato in tabellone come special exempt:
- Dmitrij Popko

Il seguente giocatore è entrato in tabellone come alternate:
- Stefan Kozlov

I seguenti giocatori sono passati dalle qualificazioni:
- Govind Nanda
- Tom Paris
- Robin Catry
- Juan Carlos Aguilar
- Max Wiskandt
- Elmar Ejupovic

## Punti e montepremi
| Torneo    | Torneo              | V     | F     | SF    | QF    | 2T    | 1T  | Q | Q2  | Q1  |
| Singolare | Punti               | 75    | 44    | 22    | 12    | 6     | 0   | 4 | 2   | 0   |
| Singolare | Premi in denaro ($) | 9 880 | 5 820 | 3 450 | 2 000 | 1 165 | 720 | – | 360 | 185 |
| Doppio    | Punti               | 75    | 44    | 22    | 12    | –     | 0   | – | –   | –   |
| Doppio    | Premi in denaro ($) | 4 250 | 2 450 | 1 480 | 880   | –     | 500 | – | –   | –   |

## Campioni

### Singolare
Marc-Andrea Hüsler ha sconfitto in finale  Dmitrij Popko con il punteggio di 6–4, 3–6, 6–4.

### Doppio
Jody Maginley /  Alfredo Perez hanno sconfitto in finale  Finn Reynolds /  James Watt con il punteggio di 7–5, 6(5)–7, [10–8].